# اینتراسکای
اینتراسکای (به انگلیسی: InterSky) یک شرکت هواپیمایی با کد یاتا 3L است که در تاریخ ۲۰۰۱ میلادی تأسیس شده و در تاریخ ۲۰۰۲ فعالیتش را آغاز کرده‌است. دفتر مرکزی اینتراسکای در برگنتس، اتریش واقع شده‌است و به ۱۹ مقصد، پرواز مستقیم انجام می‌دهد.